# Short Scylla
 Short L.17 Scylla byl britský čtyřmotorový dopravní dvouplošník s pevným podvozkem ostruhového typu.

## Vznik
Společnost Imperial Airways začala na počátku 30. let 20. století pociťovat nedostatek dopravních letadel na krátké lety v Evropě. Počátkem roku 1933 se tato letecká společnost obrátila na firmu Short o produkci omezeného počtu vhodného letounu. Odpovědí byl 39místný čtyřmotorový celokovový dvojplošník Short L.17 Scylla, jehož vývoj byl zahájen stejného roku.

## Vývoj

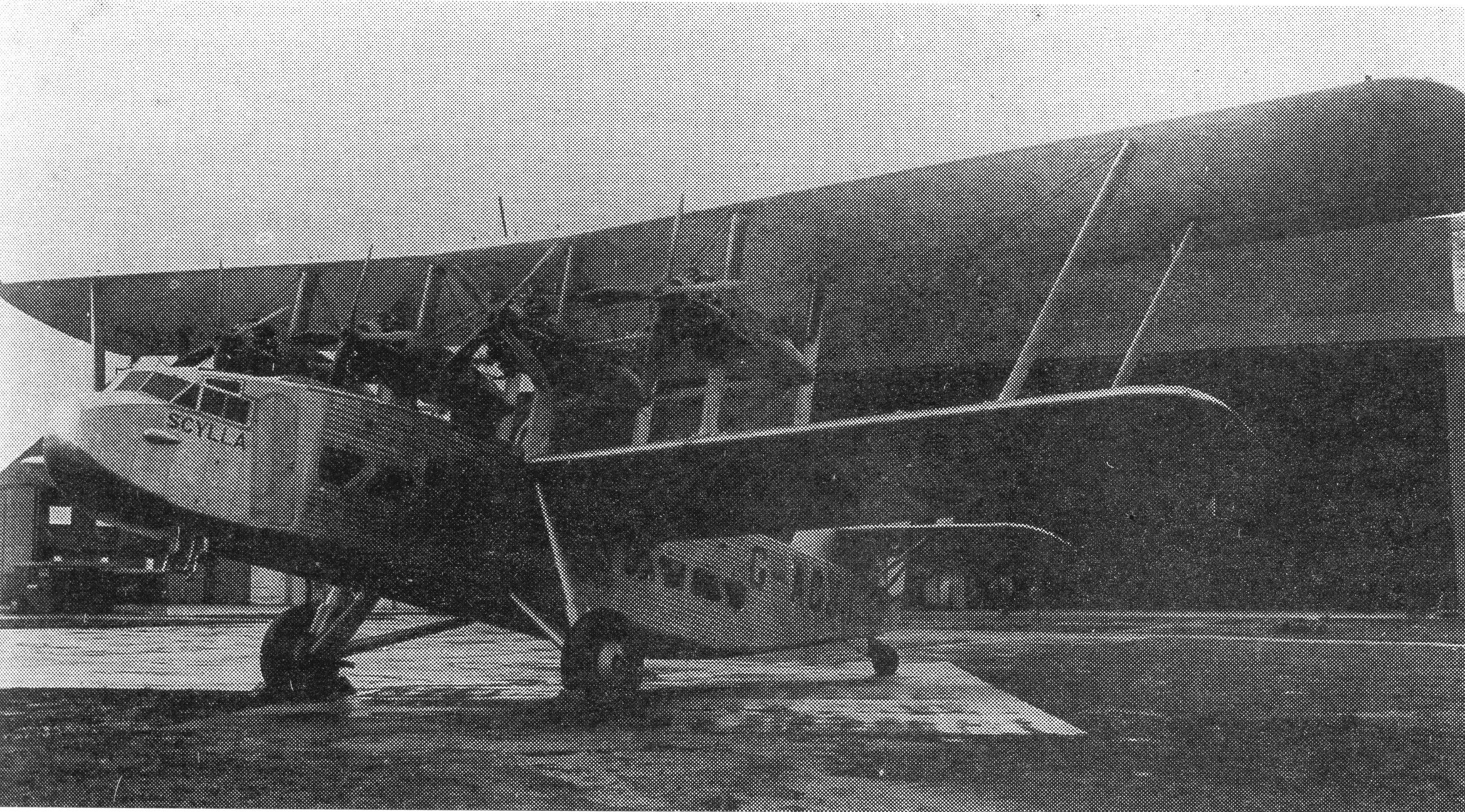
Short Scylla

Letoun poprvé vzlétnul 26. března 1934. Byly vyrobeny dva exempláře (G-ACJJ Scylla a G-ACJK Syrinx). První let, který letoun Scylla absolvoval, byl let z Londýna-Croydonu do Paříže-Le Bourget. Oba letouny Syrinx a Scylla tvořily hlavní flotilu Imperial Airways na krátké tratě. Jednou z pozdějších inovací bylo použití čtyř výkonnějších motorů Bristol Pegasus XC a úprava interiéru. Obě letadla sloužila až do začátku druhé světové války. Tehdy byly oba letouny přesunuty z Londýna-Croydonu do Bristolu, kde byly používány k plnění různých vojenských misí.

## Konstrukce
Stroj byl postaven na základě konstrukce hydroplánu Short S.17 Kent (Scipio Class). Poháněly ho čtyři motory Bristol Jupiter XFBM o výkonu 444 kW každý (později Bristol Pegasus XC). Motorové gondoly byly navrženy tak, aby se do nich dal bez úprav namontovat hvězdicový motor Bristol Jupiter, Pegasus nebo Perseus, což bylo velmi předvídavé. Gondoly byly umístěny na svislých vzpěrách mezi horním a dolním křídlem. Po nějakou dobu byla na letounu Scylla zkoušena experimentální servoploška. Na horním i dolním křídlem byla křidélka. Na letounu Syrinx se testoval motor Bristol Perseus IIL, dokud neutrpěl nehodu při vichřici v říjnu 1935 na letišti v Bruselu. Poté byl však opraven.

## Specifikace (G-ACJJ Scylla)

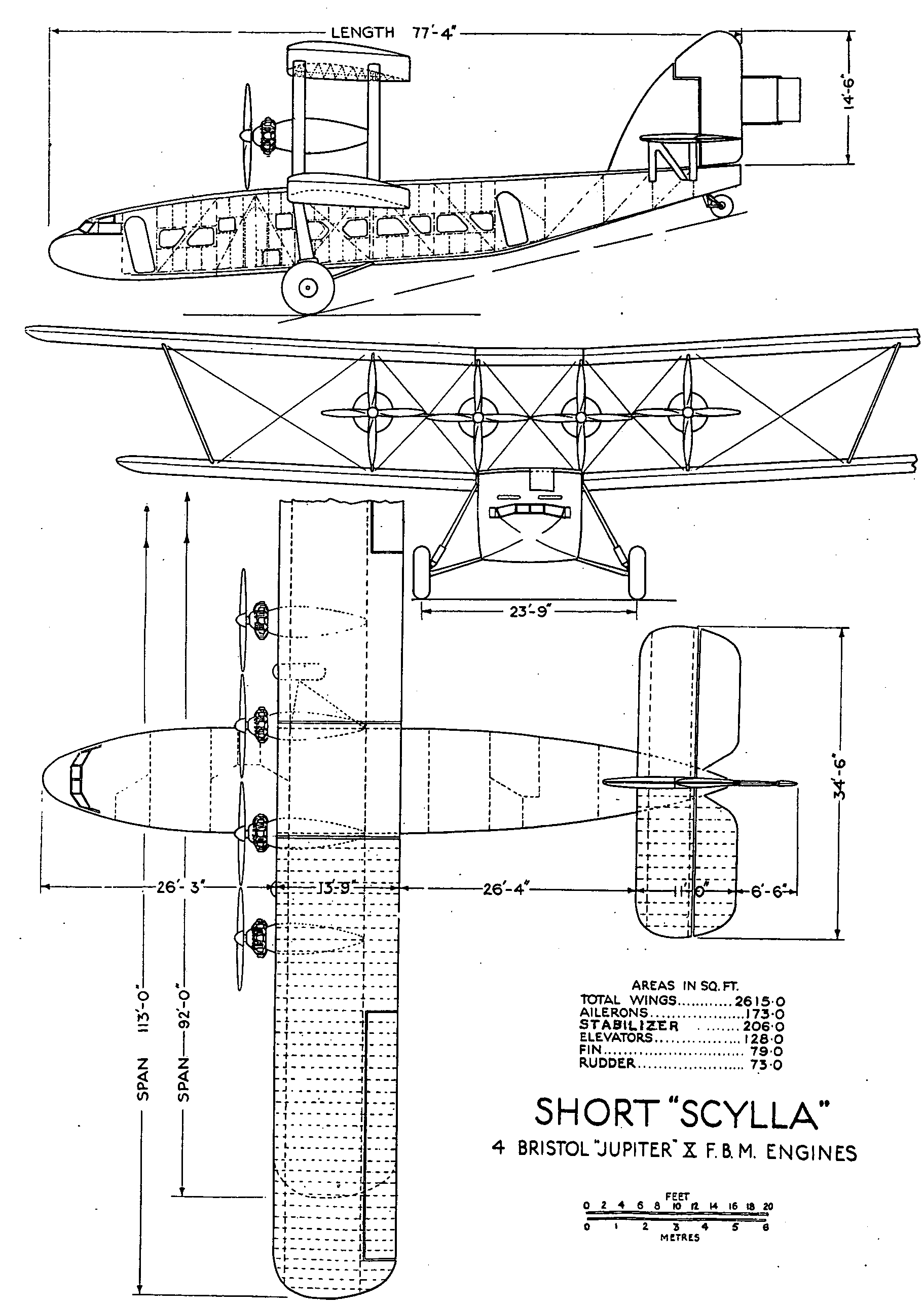
Short Scylla

### Technické údaje
- Posádka: 2–3
- Kapacita: 39 cestujících
- Rozpětí: 34,44 m
- Délka: 25,55 m
- Výška: 9,60 m
- Hmotnost prázdného stroje: 10 290 kg
- Maximální vzletová hmotnost: 15 200 kg
- Nosná plocha křídel: 243 m²
- Pohonná jednotka:

### Výkony
- Maximální rychlost: 220 km/h u hladiny moře
- Dostup: 6096 m
- Dolet: 805 km